# Izabela Trojanowska
Izabela Ludwika Trojanowska rozená Schütz (* 22. dubna 1955 Olsztyn) je polská rocková zpěvačka a herečka.

## Životopis

### Vzdělání
V letech 1974–1978 studovala na Vokální a herecké škole v Hudebním divadle v Gdyni.

### Soukromý život
S Markem Trojanowským mají dceru Roxanu (* 12. června 1991). Jsou rozvedeni.

## Diskografie
- Iza (album) (1981)
- Układy (album) (1982)
- Izabela Trojanowska (album) (1991)
- Pożegnalny cyrk (1993; s Tadeuszem Nalepou)
- Chcę inaczej (1996)
- Życia zawsze mało (2011)
- Na skos (2016)

## Filmografie
- 1979: Strachy (televizní seriál) jako Teresa Sikorzanka
- 1980: Kariera Nikodema Dyzmy (televizní seriál) jako Kasia, dcerka Kunickiego (díl 2 a 4)
- 1981: 07 zgłoś się jako Joanna Borewicz, bývalá žena poručíka (díl 12)
- 1982: Blisko, coraz bliżej jako Hildegarda Belsche, dcerka majora (díl 7 a 9)
- 1982: Sto jedenasty jako (2 role: Olga Komarowska; Vera Komarowska)
- 1983: Szkoda twoich łez jako Teresa Sikorzanka
- od 1997: Klan (televizní seriál) jako Monika Ross-Nawrot, dcerka Marii i Władysława Lubiczów
- 2010: Fenomen (film 2010) jako garderobiérka Hania
- 2018: Juliusz (film 2018) jako hvězda na pohřbu otce Juliusza